# Kriterium (Radsport)

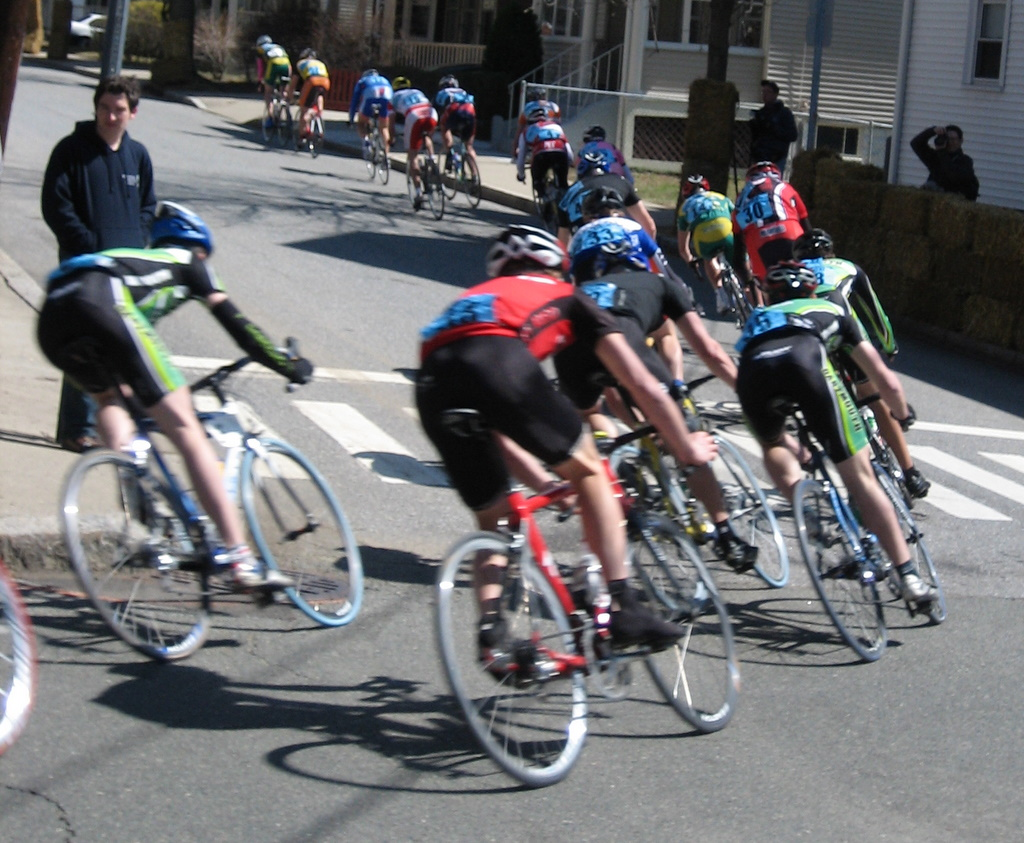
Tufts University Criterium Race 2006 in Sommerville, USA

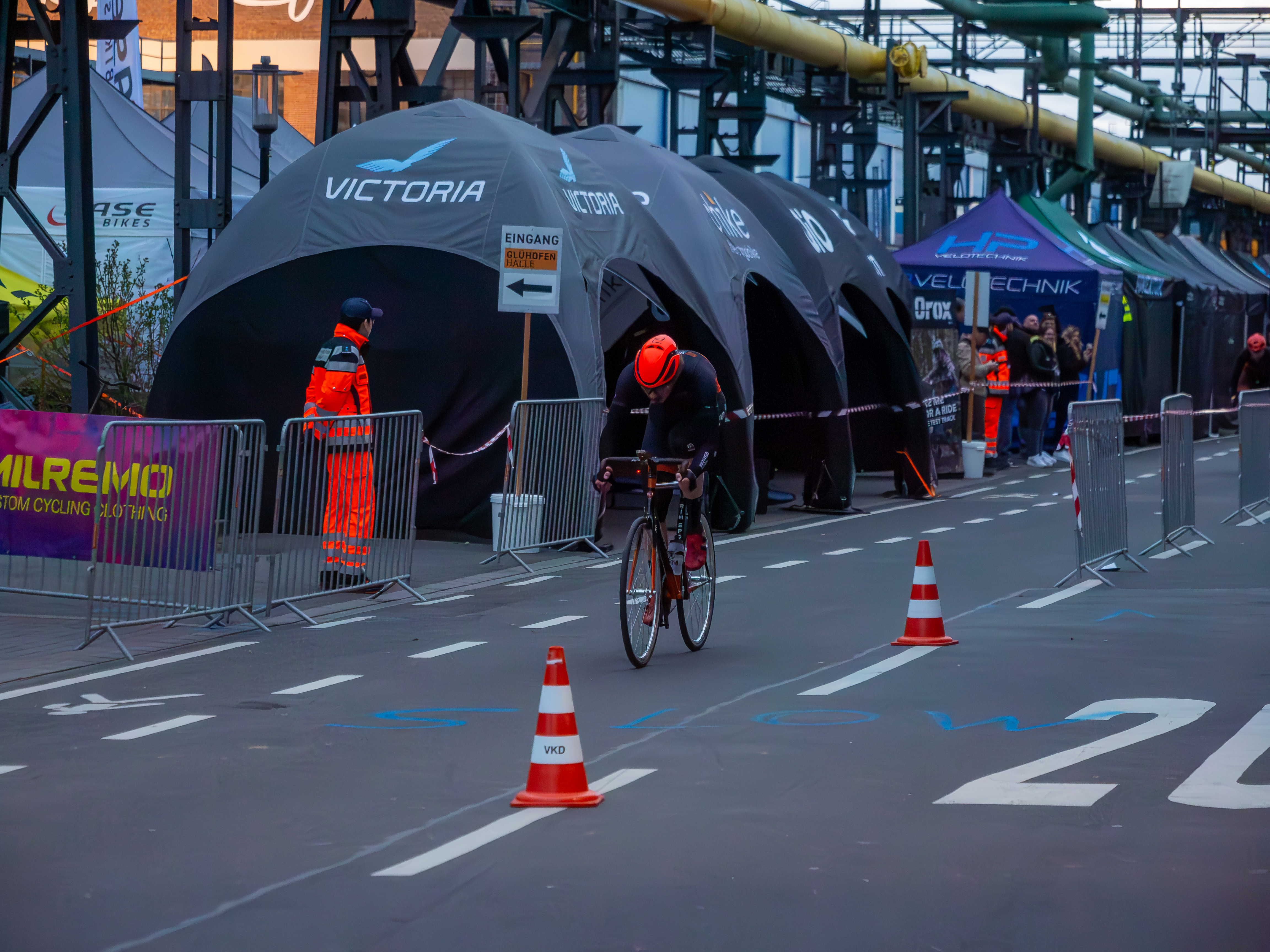
Fixedgear-Kriterium

Als Kriterium (aus dem Französischen Critérium = Wertmesser, Prüfstein) wird im Straßenradsport ein Wettbewerb auf einem relativ kurzen, mehrmals zu befahrenden und meist innerstädtischen Rundkurs bezeichnet, der zwischen 800 und 10.000 Metern misst. Abzugrenzen sind Kriterien von den Straßenrennen, die als Fernfahrten mit oder ohne Zielrunden oder auf Rundkursen von mindestens 10 Kilometern Länge ausgetragen werden.

## Reglement
Nach der engeren, ursprünglichen Definition des Begriffs (wie sie bspw. bei Ausschreibungen von Rennen verwendet wird) handelt es sich bei einem Kriterium um ein Rennen, bei dem die Platzierungen durch Vergabe von Punkten am Zielstrich bei regelmäßigen Wertungen ermittelt werden. Der Sieger wird dabei durch die Ergebnisse einzelner Punktwertungen ermittelt, wobei die Wertung (in der Regel in regelmäßigen Abständen von meist fünf Runden) am Zielstrich erfolgt. Die Besonderheit eines Kriteriums besteht darin, dass der Sieger nicht nur durch einen Zielsprint ermittelt wird, sondern der Rennverlauf durch die wiederkehrenden Wertungssprints fortlaufend animiert wird.
Im Bereich des Bund Deutscher Radfahrer erhält der erste Fahrer 5 Punkte, die weiteren 3, 2 und 1 Punkte. Bei der letzten Wertung, die mit dem Endspurt zusammenfällt, wird die doppelte Punktzahl vergeben. Allerdings gelten Rundengewinne mehr als Punktgewinne, so dass ein Fahrer das Rennen gewinnen kann, der keine Punkte erzielt hat.
Werden solche Rennen ohne Punktewertung auf Endspurt ausgetragen, spricht man im deutschen Sprachraum von Rundstreckenrennen. Im internationalen Sprachgebrauch und den Regeln der UCI werden diese Rennen zu den Kriterien gezählt.
Die Maximaldistanz eines Kriteriums ist abhängig von der Länge des Rundkurses:
| Rundenlänge      | max. Distanz |
| ---------------- | ------------ |
| 1.800 – 01.599 m | 80 km        |
| 1.600 – 02.999 m | 110 km       |
| 3.000 – 03.999 m | 132 km       |
| 4.000 – 10.000 m | 150 km       |

## Bedeutung
Kriterien werden nicht in die internationalen Rennkalender der UCI WorldTour oder der UCI Continental Circuits aufgenommen. Werden diese Kriterien des nationalen Kalenders von den nationalen Verbänden bis zum 1. September des Vorjahres dem Weltradsportverband UCI gemeldet, dürfen hieran auch Fahrer eines bei der UCI registrierten Radsportteams teilnehmen, wobei die Teilnahme von Fahrern eines UCI WorldTeams auf 50 Prozent der Starter begrenzt ist. Derartige Rennen werden seit der Saison 2012 in einem gesondert veröffentlichten Kriterien-Kalender geführt.
Besonders nach der Tour de France dienen diese Rennen dazu, die Radsport-Stars dem Publikum hautnah zu zeigen. In diesem Falle und bei den zahlreichen, auch unter der Woche in den Niederlanden und Belgien stattfindenden Rennen spricht man auch von Kirmesrennen, da sie oftmals im Rahmen von örtlichen Kirmessen oder Stadtfesten ausgetragen werden. Dabei steht die Show im Vordergrund, und oftmals sollen die Ergebnisse und Verlauf vorher abgesprochen sein, so dass lokale Fahrer oder die Stars der internationalen Radsportszene auf diese Weise geehrt werden.
Einige nationale Radsportverbände richten aber auch nationale Kriteriumsmeisterschaften aus, so z. B. der US-amerikanische und der neuseeländische und der australische Verband. Der Bund Deutscher Radfahrer trug bis 1991 eine Kriteriumsmeisterschaft für Profis aus und kündigte im Dezember 2020 an, hieran im Jahr 2021 anzuknüpfen. Auch wurden DDR-Straßen-Radmeisterschaften in der Disziplin Kriterium ausgetragen.